# 佐賀県立うれしの特別支援学校
佐賀県立うれしの特別支援学校（さがけんりつ うれしのとくべつしえんがっこう）は、佐賀県嬉野市塩田町にある県立の特別支援学校。知的障害児と肢体不自由児を対象にした特別支援教育を行っている。

## 概要
歴史
2007年（平成19年）に開校。2017年（平成29年）に創立10周年を迎える。
学科
- 小学部
- 中学部
- 高等部
  - 職業自立コース
  - 職業技能コース
  - 基礎技能コース
  - 生活基礎コース

校訓
「明るく、仲良く、誇らしく」
校章
嬉野のローマ字表記（Ureshino）の頭文字「U」と校訓および学部を象徴する3つの円を組み合わせたものとなっている。開校にあたり、佐賀県立有田工業高等学校デザイン科に校章制作が依頼された。
校歌
歌詞は3番まであり、校名は登場しない。
愛称
「唐泉」（とうせん）
マスコットキャラクター
学校の愛称にちなみ「とっぴーちゃん」と名付けられた。2013年（平成25年）の秋に決定した。

## 沿革
- 2006年（平成18年）
  - 4月1日 - 開校準備室を設置。
  - 12月1日 - 学校が設置される。
- 2007年（平成19年）
  - 4月1日 - 「佐賀県立うれしの特別支援学校」として開校。小学部・中学部・高等部を設置。
  - 5月31日 - 開校式を挙行。

## 交通
最寄りのバス停
- 嬉野市のりあいタクシー「うれしの特別支援学校前」バス停

最寄りの国道・県道
- 佐賀県道208号大木庭武雄線

## 周辺
- 嬉野市立五町田小学校
- 和泉式部公園
- 吉浦神社